# Metropolitan (Warszawa)
Metropolitan – biurowiec znajdujący się przy placu Piłsudskiego 1/3 w Warszawie.

## Opis
Biurowiec został wzniesiony na tyłach Teatru Wielkiego; do 1939 w tym miejscu znajdował się hotel Angielski.
Budynek został zaprojektowany na planie zbliżonym do pięciokąta. Zastosowano wyodrębnione, zaokrąglone narożniki, gdzie znajdują się wejścia do budynku. Początkowo do fasady budynku przymocowane były prostopadle granitowe płyty. W 2006 płyty granitowe wymieniono na elementy betonowe. Na terenie wewnętrznego dziedzińca budynku znajduje się fontanna.
Zrealizowany przez amerykańską firmę Hines. Budynek zaprojektował Norman Foster. Projekt powstał we współpracy z polskimi biurami: JEMS Architekci i Grupa 5 Architekci.